# Cvijeće za Algernona
Cvijeće za Algernona je znanstveno fantastična kratka priča Daniela Keyesa, poslije proširena u roman. Napisana 1958. te prvi put objavljena u travnju 1959. u Časopisu fantastike i znanstvene fantastike. Osvojila je nagradu Hugo za najbolju kratku priču 1960. Istoimeni roman objavljen je 1966. i osvojio je nagradu Nebula za najbolji roman te godine.
Algernon je laboratorijski miš koji je operiran kako bi mu umjetno povećali inteligenciju. Priča je ispričana u nizu izvješća Charlieja Gordona, prvog čovjeka podvrgnutog takvoj operaciji. Priča se dotiče mnogih različitih moralnih tema, kao što su liječenje osoba s nižim kvocijentom inteligencije.
Iako je knjiga često opozivana iz knjižnica u SAD-u i Kanadi ponekad i uspješno, redovito je se uči u školama diljem svijeta te je prilagođena nekoliko puta za televiziju, kazalište, radio, kao i za Oscarom nagrađen film Charly.